# 松原スポーツ公園

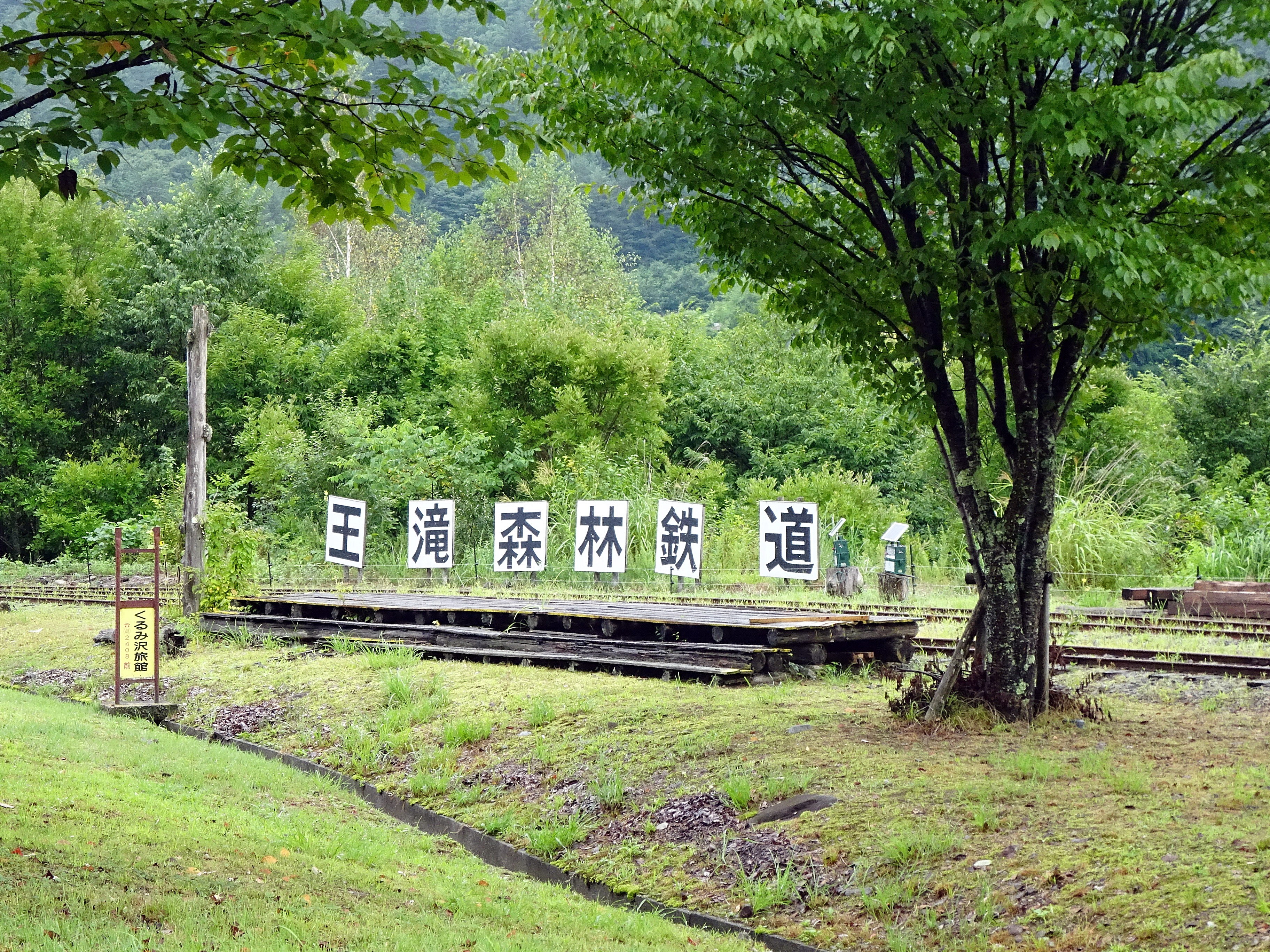
王滝森林鉄道のプラットホーム

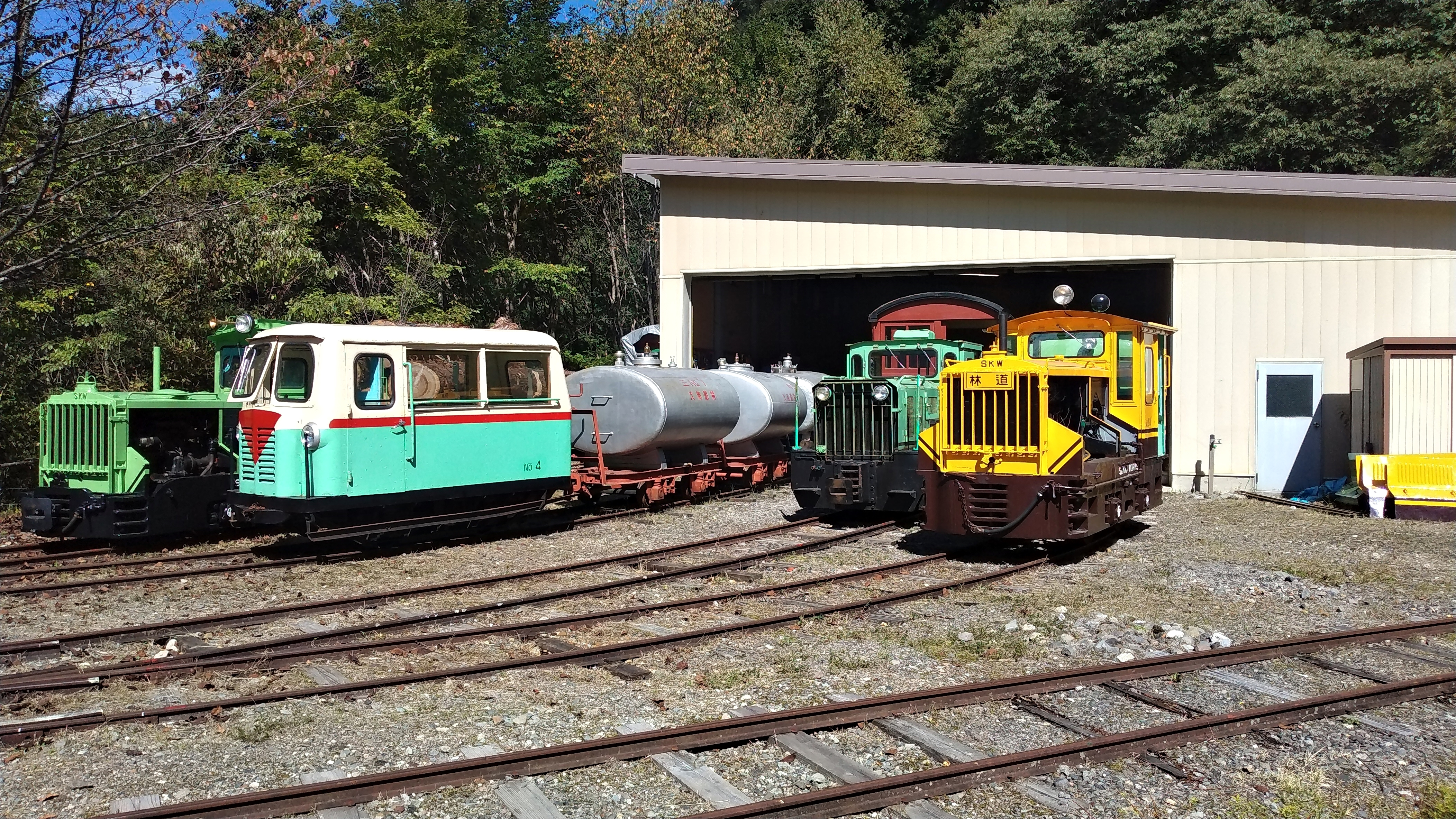
同鉄道の車庫

松原スポーツ公園（まつばらスポーツこうえん）は、長野県木曽郡王滝村に存在する村営運動施設。
木曽川支流である王滝川沿いにあり、面積は80,000m2である。主に学校やクラブの合宿などで使用されている。

## 利用情報
- 利用期間：5月 - 10月末
- 利用料金：施設利用時はすべて有料（ただし公衆便所は無料）
- 要予約制（予約状況は公式サイトにて確認できる）

## 施設
- 多目的屋外グラウンドA（400m陸上トラック、サッカーコート1面、すべて土面）
- 多目的屋外グラウンドB（130m×100m、土面）
- 多目的屋内施設（37m×20m、土面、照明施設付き）
- 野球場（両翼91m）
- 管理棟（多目的ホールA・B、シャワールーム付帯、公衆便所）

当公園以外に近隣施設として、以下の施設がある。なお、すべて有料・要予約制である。
- 国民体育館（利用期間：7月 - 9月末）
  - 体育室
  - トレーニング室
  - 会議室

- 小川テニスコート（利用期間：4月 - 10月下旬）
  - 3面（芝2面、全天候1面）

## 王滝森林鉄道（保存展示）
森林鉄道施設が復元され、木曽森林鉄道車両が動態保存・展示されている。

## 主なイベント
- 森林鉄道フェスティバル

## 交通アクセス
- 自動車
  - 中央自動車道伊那ICから63km、65分
  - 中央自動車道中津川ICから76km、100分
- 鉄道
  - JR中央本線木曽福島駅下車、バス40分→徒歩15分

## 周辺
王滝川の対岸（北側）が王滝村の市街地となっている。王滝川の下流側には牧尾ダムおよび御岳湖（ダム湖）がある。
- 長野県道486号王滝加子母付知線
- 王滝村立王滝中学校